# Bělá (Pelhřimov)
Bělá è un comune della Repubblica Ceca facente parte del distretto di Pelhřimov, nella regione di Vysočina.